# Monti Cangshan
I monti Cangshan sono una catena montuosa situata subito ad ovest di Dali nello Yunnan, in Cina sud-occidentale. La cima più alta della catena, Malong, ha un'altitudine di 4122 metri, e altri 18 picchi superano i 3500 m di altezza. Questi monti sono noti per una flora particolarmente ricca e diversificata, descritta nel dettaglio per la prima volta nel 1882 dal botanico francese Pierre Jean Marie Delavay. Lungo i versanti orientali di questo massiccio montuoso (ma non solo), si trova un gran numero di cascate. Le cime del Cangshan sono molto ricche di marmo.